# بارينغتون د. باركر
بارينغتون د. باركر (بالإنجليزية: Barrington Daniels Parker)‏ هو قاضي ومحامي أمريكي، ولد في 17 نوفمبر 1915 في Rosslyn, Virginia ‏ في الولايات المتحدة، وتوفي في 2 يونيو 1993 في Holy Cross Hospital (Silver Spring) ‏ في الولايات المتحدة.